# Episodi di Cars Toons
Gli episodi della serie animata Cars Toon - Le incredibili storie di Carl Attrezzi sono pubblicati in prima visione mista in televisione, al cinema, in Internet ed in home video. Sono state realizzate quattro stagioni e quindici episodi della serie.
| st. | nº | Titolo originale                   | Titolo in italiano                    | Prima visione originale | Prima visione in italiano |
| --- | -- | ---------------------------------- | ------------------------------------- | ----------------------- | ------------------------- |
| 1   | 1  | Rescue Squad Mater                 | Cricchetto pompiere provetto          | 27 ottobre 2008         | 24 dicembre 2008          |
| 1   | 2  | Mater the Greater                  | Cricchetto audace d'impatto           | 28 ottobre 2008         | 25 dicembre 2008          |
| 1   | 3  | El Materdor                        | Cricchetto torero perfetto            | 29 ottobre 2008         | 26 dicembre 2008          |
| 2   | 4  | Tokyo Mater                        | Cricchetto ninja-carro nervosetto     | 12 dicembre 2008        | 9 aprile 2009             |
| 2   | 5  | (U.F.M.) Unidentified Flying Mater | Cricchetto U.F.O.                     | 20 novembre 2009        |                           |
| 2   | 6  | Monster Truck Mater                | Cricchetto Monster Truck              | 30 luglio 2010          | 11 settembre 2010         |
| 2   | 7  | Heavy Metal Mater                  | Cricchetto Heavy Metal                | 8 ottobre 2010          | 25 settembre 2010         |
| 2   | 8  | Moon Mater                         | Cricchetto astronauta provetto        | 2 novembre 2010         |                           |
| 2   | 9  | Mater Private Eye                  | Cricchetto investigatore furbetto     | 2 novembre 2010         |                           |
| 3   | 10 | Air Mater                          | Cricchetto pilota con brevetto        | 1º novembre 2011        | 3 novembre 2011           |
| 3   | 11 | Time Travel Mater                  | Cricchetto e la macchina del tempo    | 4 giugno 2012           | 5 dicembre 2012           |
| 4   | 12 | Hiccups                            | Singhiozzo                            | 22 marzo 2013           |                           |
| 4   | 13 | Bugged                             | Infastidito                           | 22 marzo 2013           |                           |
| 4   | 14 | Spinning                           | Un giocoliere da strapazzo            | 22 marzo 2013           |                           |
| 4   | 15 | The Radiator Springs 500 ½         | Le 500 miglia e ½ di Radiator Springs | 20 maggio 2014          |                           |

## Cricchetto pompiere provetto
- Titolo originale: Rescue Squad Mater
- Diretto da: John Lasseter, Rob Gibbs, Victor Navone

### Trama
Cricchetto e Saetta passeggiano per Radiator Springs, quando, vedendo passare il camion dei pompieri, Red. Cricchetto dice a Saetta che lui era un pompiere, qualche tempo fa. Tutto inizia quando c'è stato un incendio in quel edificio, quindi Cricchetto entra in azione per far spegnere il fuoco. Ma quando Saetta interrompe la storia di Cricchetto, appare nell'edificio al fuoco. Così Cricchetto salva la vita di McQueen e porta in ospedale, alle quali Cricchetto è stato Laureato da medico e gli fa l'operazione.
- Trasmissione TV originale: 27 ottobre 2008[1]
- Pubblicazione web originale: 29 dicembre 2008
- Pubblicazione TV e web in italiano: 24 dicembre 2008

## Cricchetto audace d'impatto
- Titolo originale: Mater the Greater
- Diretto da: John Lasseter, Rob Gibbs, Victor Navone

### Trama
Cricchetto racconta a Saetta che una volta faceva lo stuntman e il suo pseudonimo era Cricchetto audace d'impatto (nei fumetti Cricchetto il magnifico), si faceva chiamare così perché la sua prima impresa era stata un salto da una rampa su una lunghissima fila di automobili,terminata camminando sui tettucci delle auto.
Ma la sua più grande impresa fu il "Salto di Carburator Canyon", ovvero dover saltare con Saetta il canyon locale della Contea di Carburator legati a dei razzi; Saetta parte ma i suoi razzi a metà salto si spengono.
Il tutto termina con Saetta che chiede: «Com'è finita?», e Cricchetto: «C'hai lasciato i cerchioni».
- Trasmissione TV originale: 28 ottobre 2008[1]
- Pubblicazione web originale: 29 dicembre 2008
- Trasmissione TV in italiano: 25 dicembre 2008
- Pubblicazione web in italiano: 31 dicembre 2008

## Cricchetto torero perfetto
- Titolo originale: El Materdor

Carl Attrezzi nelle vesti di bulldozerdor

- Diretto da: John Lasseter, Rob Gibbs, Victor Navone

### Trama
Cricchetto e Saetta passeggiano nel recinto dove si divertono a fare scherzi ai trattori/mucche, notano dei Bulldozer cingolati/Tori e il carro attrezzi afferma che sono uguali a quelli che affrontava quando faceva il torero in Spagna e si faceva chiamare El Cricchettero (El Materdor):
In una corrida gli fecero affrontare un Bulldozer/Toro che ad un certo punto lo seppellisce sotto la sabbia ma lui riemerge e starnutendo butta via il cofano; si prepara ad affrontare il Bulldozer che ad un certo punto chiama altre tre ruspe uguali, Cricchetto riesce ad abbatterle e si fa acclamare dalla folla, ma sente una benna che gli spinge il retro e capisce di essere circondato.
Entra nella storia Saetta che si ricorda di essere rosso e si libera dei Bulldozer scappando.
- Trasmissione TV originale: 29 ottobre 2008[1]
- Pubblicazione web originale: 5 gennaio 2009
- Trasmissione TV in italiano: 26 dicembre 2008
- Pubblicazione web in italiano: 7 gennaio 2009

## Cricchetto ninja-carro nervosetto
- Titolo originale: Tokyo Mater
- Diretto da: John Lasseter, Rob Gibbs, Victor Navone

### Trama
Cricchetto rimorchia un'auto nipponica fino a Tokyo, dove è distratto da molte auto customizzate e sfiora Kabuto, detto il re del drifting e lui lo sfida ad una gara di drifting. Carl viene modificato come una drift car e l'auto nipponica fa da giudice: Carl e Kabuto dovranno fare una serie di curve e brevi rettilinei fino alla Torre di Tokyo, il primo che prende la bandiera in cima alla Torre vincerà e diventerà Re di Tutti i Drifter e il perdente perderà le modifiche e tornerà ad essere un prototipo. Inizia la gara e Cricchetto sbanda ad ogni curva e un'auto della polizia giapponese lo insegue ma lui entra in una riunione dove i poliziotti controsterzano e si divertono, poi Carl entra in un deposito e esce vicino a Kabuto che però chiama Di, Jo, Yo e Re, i suoi aiutanti ninja, ma arriva Saetta Drago McQueen che con un forte Attacco Drago Rotante li spazza via, ma la drift car giapponese è quasi alla Torre e i due vanno in una strada in costruzione dove una gru fa cadere delle tubature enormi e dei barili d'olio che fanno imparare a Carl come si drifta ma ad un certo punto c'è il vuoto e Cricchetto non riesce a frenare, così Saetta gli dà una bella Palla di Fuoco Saetta Drago e lo lancia davanti a Kabuto che inizia a salire le rampe del monumento. Kabuto rompe i muri di sicurezza e butta giù Carl che però si aggrappa con il gancio alla Torre e vince: da allora Carl in Giappone viene chiamato Cricchetto ninja-carro nervosetto, mentre Kabuto perde le modifiche e torna ad essere un prototipo e viene deriso dalle altre auto. 
- Proiezione cinematografica originale: 12 dicembre 2008[2] (prima del film Bolt - Un eroe a quattro zampe)[11]
- Trasmissione TV originale: 12 marzo 2010
- Pubblicazione TV e web in italiano: 9 aprile 2009

## Cricchetto U.F.O.
- Titolo originale: (U.F.M.) Unidentified Flying Mater
- Diretto da: John Lasseter, Rob Gibbs, Victor Navone

### Trama
Cricchetto una notte incontra una navicella aliena. I due diventano presto amici e Cricchetto insegna all'altro a guidare all'indietro, a fare i salti ecc. Per sdebitarsi, l'U.F.O. insegna a Cricchetto a volare. I due si divertono a volare ma ben presto vengono scoperti dal Governo statunitense e l'U.F.O. viene rapito per poi essere portato nell'Area 51. Cricchetto decide di liberarlo e volando raggiunge la zona. Travestendosi da scienziato riesce a scappare insieme al suo amico e nella fuga vengono a loro volta rapiti dall'astronave aliena-madre. Cricchetto viene quindi riaccompagnato a Radiator Springs. Alla fine Saetta, non credendo alla storia di Cricchetto, rimane scettico e va via. Nel frattempo Cricchetto, per dimostrare all'amico che diceva la verità, vola come insegnatogli dall'U.F.O. ma Saetta non lo guarda perché era già andato via.
- Trasmissione TV originale: 20 novembre 2009[3]

## Cricchetto Monster Truck
- Titolo originale: Monster Truck Mater
- Diretto da: John Lasseter, Rob Gibbs, Victor Navone

### Trama
Cricchetto e Saetta vedono passare un Pick-up Monster Truck e Cricchetto dice che una volta affrontava degli autocarri più grossi quando faceva le lotte di wrestling con i camion.
Carl è ancora un normale automezzo che tutti chiamano Fallo-A-Pezzi (come Carl Attrezzi), e suo primo avversario è Il Gelataio Folle, un furgone dei gelati con quattro ruote di cui la grandezza indica che è un "quasi-campione"; la sfida inizia e Cricchetto scompare e prende le sembianze di un ragazzino che chiede un gelato, il furgone si gira e gli fa aprire il frigobar ma Carl prende il telaio e lo ribalta. Fallo-A-Pezzi si aggiudica quindi delle ruote un po' più grandi e delle protezioni firmate, lotta ora in un vero ring ed il suo nuovo avversario è Capitan-Schianto un Hummer H1 militare che gli ordina di fare 20.000 flessioni; lui dice che ne bastano 3 e, facendone una, salta e lo prende con il gancio ribaltando anche lui.
Carl è ormai abbastanza famoso ed ha ruote sempre più grandi, così questa volta sfida il Dottor Ti Faccio Male, un'ambulanza Monster Truck che annuncia: «Per te la prossima fermata è l'ospedale», e lui risponde: «Ti porterò dei fiori» e lo catapulta nell'ospedale più vicino. Rasta-Carro è l'avversario seguente, una Buick Regal africana con dei lunghi capelli-gancio, che Carl strappa facendolo cadere e indossa per il finale. Penultimo avversario è adesso Paddy Beton (nei fumetti Paddy Cemento), una betoniera mascherata gigante che crea blocchi di cemento raffreddato, che si prepara a spargere cemento, ma Fallo-A-Pezzi ruota il recipiente e crea un'isola quadrata con sotto Paddy, tutto ciò mentre griglia delle salsicce.
Nella lotta finale dell'M.T.W. (Monster Truck Wrestling) Carl ha ruote enormi, una rampa da cui può saltare nel ring e un sacco di fan che urlano; l'avversario è il Campione del Mondo, il Dr. Frankencarro (noto anche come Dr. Frankenwagen), una microcar con ruote un po' più grosse del normale che ha creato Il Mostro un misto tra ruspa, palla demolitrice e gru che ha un'arma segreta, la Palla di Ferro. Entra anche Saetta McQueen (chiamato Lo Spaventoso Soletta MacChìn) che scappa in continuazione da Palla di Ferro; Saetta chiede il cambio a Cricchetto che con il gancio ruota il ring, seppellendo Il Mostro e divenendo Campione.
- Trasmissione TV originale: 30 luglio 2010[4]
- Trasmissione TV in italiano: 11 settembre 2010

## Cricchetto Heavy Metal
- Titolo originale: Heavy Metal Mater
- Diretto da: John Lasseter, Rob Gibbs, Victor Navone

### Trama
Al V8 - Caffè di Flo c'è un concerto Pop e Cricchetto racconta che una volta era un cantante:
All'inizio lui e la sua band Cricchetto e i Tappi-Del-Serbatoio (un gruppo di amici) che suonano la loro canzone: Che stress!, che suonano in un garage.
Cricchetto annuncia che è una buona canzone e decide di trovare lavoro al Truck Stop Top Down come intrattenitori dei camion, le gemelle Mia e Tia chiedono se hanno già inciso un disco e gli amici corrono subito in aula registrazione, ma un insetto infastidisce il batterista che picchia a tutta forza e segue il chitarrista, il bassista ed infine Cricchetto.
La musica viene sentita da Tex, il boss della Dinoco, che ora incide dischi; Tex avverte che gli faranno guadagnare molto e gli dice che sono bravi però serve un nome nuovo, allora arriva un fattorino con 1 tonnellata di metallo e dice «Dove metto questo metallo pesante?» e a Cricchetto viene in mente qualcosa...
D'ora in poi i classici Cricchetto e i Tappi-Del-Serbatoio saranno gli scatenati Cricchetto Heavy Metal, i più rock del mondo.
Il tutto finisce con una clip del disco che dice che Che stress! è entrata nei Record Mondiali Dinoco.
- Trasmissione TV originale: 8 ottobre 2010[5]
- Trasmissione TV in italiano: 25 settembre 2010

## Cricchetto astronauta provetto
- Titolo originale: Moon Mater
- Diretto da: John Lasseter, Rob Gibbs, Victor Navone

### Trama
Saetta e Cricchetto guardano la Luna piena che sorge e Crichetto dice che c'è stato.  Saetta non ci crede, ma Cricchetto racconta che una volta trainava un'auto in Florida e all'improvviso la NASCA ebbe un problema: Impala 13 era rimasto bloccato in un cratere sulla Luna. L'organizzazione cercava un autocarro per trainarlo fuori e Roger, lo Space Shuttle in servizio, notó Cricchetto e gli fece fare un po' di addestramento. Così Crichetto diventò un vero autonauta  e partí con Roger.
Arrivato sulla Luna per la missione di soccorso sbloccó Impala 13 e tornó indietro a 27.000km/h, mentre Saetta discese a 1.000.000km/h, che perciò  cadde in mare e venne recuperato da Carl ed Impala su un canotto.
E fu così che i tre divennero gli eroi del mondo.
- Pubblicazione home video originale: 2 novembre 2010[6]

## Cricchetto investigatore furbetto
- Titolo originale: Mater Private Eye
- Diretto da: John Lasseter, Rob Gibbs, Victor Navone

### Trama
Saetta indossa sempre gomme Lightyear e dice di sentirle a terra e Cricchetto gli racconta che una volta era un detective privato e che aveva per le mani un grosso caso: ovunque scoppiavano gomme Lightyear e ad un certo punto entrò la gemella Tia che indossa per l'occasione ruote con una fascia bianca e gli dice che sua sorella Mia che è stata rapita e l'ultima volta che l'ha vista lavorava nel night club del criminale noto come Big D.
Cricchetto si intrufola lì dove interroga la ballerina sorella di Flo. Rompe l'interrogatorio però un carrello elevatore nemico del carro attrezzi che lo avverte di non toccare il cofano dove non deve e gli squarta un fanale (ecco perché nei film Carl non ce l'ha).
Carl trova un suo amico camion dell'immondizia di nome Tanfo che lavorava al porto ma ora lo hanno messo a scaricare gomme scoppiate della Lightyear che odorano tutte di acqua salata.
A questo punto Cricchetto si reca al porto dove si traveste da mucchio di casse di gomme ma viene scoperto da un gruppo di carri elevatori che giocavano a poker e scopre che a capo del tutto c'era lo stesso Big D, una Rolls Phantom Mk1, che ha costretto Tia a portare lì Cricchetto se no avrebbe buttato in mare Mia con una gru.
Carl viene appeso dalla gru ma arriva il Tenente di Polizia Saetta McQueen ed il suo gruppo di poliziotti. Con tutto il trambusto Tia aiuta Mia e ruota la gru salvando Cricchetto e buttando addosso a Big D un mucchio di gomme fasulle con scritto Lite yeer e svelando il trucco.
- Pubblicazione home video originale: 2 novembre 2010[6]

## Cricchetto pilota con brevetto
- Titolo originale: Air Mater
- Diretto da: John Lasseter, Rob Gibbs, Victor Navone

### Trama
Cricchetto porta un'auto a Propwash Junction ("Città delle Eliche") dove trova degli amichevoli aerei inclusi gli acrobati Falcon Hawks che il giorno dopo avranno uno spettacolo acrobatico.
Poi trova la scuola di volo di Skipper, un aereo militare, dove sta l'insegna «Possiamo insegnare a chiunque, garantito!»; Cricchetto entra con dei vecchi pezzi, prova e cade in un burrone ma si rialza e rimbalza in un cavo elettrico e vola all'indietro.
I Falcon Hawks gli chiedono se vuole diventare uno di loro (dato che uno di loro si è stortato un'ala negli allenamenti).
Il giorno dopo allo spettacolo ha un successone grazie alla sua mossa. Purtroppo, però, salta troppo in alto e le protezioni si sganciano, ma viene salvato da Saetta.
Il tutto finisce con Carl che consiglia a Sparky (assistente di Skipper) di girare un film sugli aerei (Planes).
- Pubblicazione home video originale: 1º novembre 2011[7]
- Pubblicazione home video in italiano: 3 novembre 2011

## Cricchetto e la macchina del tempo
- Titolo originale: Time Travel Mater
- Diretto da: John Lasseter, Rob Gibbs, Victor Navone

### Trama
Cricchetto monta un orologio sul tracciato della Route 66; quando gli crolla addosso, però, l'orologio prende il posto del suo filtro dell'aria e così quando lui starnutisce partendo automaticamente verso una roccia, l'orologio si mette a girare e lo salva facendolo entrare nelle caverne dei Fari di Coda. Una volta uscito non trova più Radiator Springs, ma solo una sorgente d'acqua dolce e un simpatico venditore di tappi per radiatori... Stanley! Il fondatore della Contea di Carburator sta partendo per un viaggio dalla futura RS alla California, allora Cricchetto per salvare la città lo convince a dissetare tutti i viaggiatori e a fondare una città intorno alla fonte per radiatori (traducibile come Radiator Springs).
Anni dopo (un altro starnuto) Stanley e Cricchetto salvano un vecchio Ford Model T in panne... la moglie di Stanley, Lizzie! Stanley e Lizzie s'innamorano e, in una Radiator Springs identica alla moderna, si sposano.
- Trasmissione TV originale: 4 giugno 2012[8]
- Pubblicazione home video in italiano: 5 dicembre 2012

## Singhiozzo
- Titolo originale: Hiccups
- Diretto da: Jeremy Lasky

### Trama
- Trasmissione TV originale: 22 marzo 2013[9]

## Infastidito
- Titolo originale: Bugged
- Diretto da: Jeremy Lasky

### Trama
- Trasmissione TV originale: 22 marzo 2013[9]

## Un giocoliere da strapazzo
- Titolo originale: Spinning
- Diretto da: Jeremy Lasky

### Trama
- Trasmissione TV originale: 22 marzo 2013[9]

## Le 500 miglia e ½ di Radiator Springs
- Titolo originale: The Radiator Springs 500 ½
- Diretto da: Rob Gibbs, Scott Morse[12]

### Trama
- Pubblicazione web originale: 20 maggio 2014[10]
- Trasmissione TV originale: 1º agosto 2014[13]